# Ivan Graanoogst
Ivan Frank Graanoogst es un militar y político surinamés nacido en Paramaribo. quien el 24 de diciembre de 1990 derrocó al gobierno democrático del presidente Ramsewak Shankar en el llamado Golpe del Teléfono, un golpe de Estado sin sangre. Interinamente gobernó durante una semana, hasta 29 de diciembre de 1990, cuando el Consejo Nacional Militar decide entregar el poder a Johan Kraag.

## Antes de ser Presidente
En 1981 un golpe de Estado intento derrocar al presidente Henk Chin A Sen, sin éxito. Chin A Sen redujo el poder de los militares desde la constitución. Los militares respondieron formando el Frente Revolucionario Popular, alianza política dirigida por Desi Bouterse, Roy Horb, Ivan Graanoogst, y tres líderes de asociaciones estudiantiles y de sindicatos.
Graanoost asumió el poder del ejército el 22 de diciembre de 1990 porque el anterior jefe, Desi Bouterse, había renunciado en protesta. No hubo que esperar demasiado para que Graanoogst empezara a conspirar contra el gobierno.

## Golpe del teléfono de 1990
La creciente oposición al gobierno de Shankar se hizo notar la tarde del 24 de diciembre de 1990 cuando los militares comandados por Ivan Graanoogst decidieron derrocarlo, terminando así con la democracia en el país. Tras haber derrocado al gobierno de Shankar, Graanoogst instala un gobierno militar dictatorial provisional, encargándose de mantener la estabilidad política y ciudadana en el país.
A este golpe de Estado se le conoce como el "golpe del teléfono" porque ese día Ivan Graanoogst llama al presidente Shakar informándole que él y su gabinete habían sido depuestos.
El 29 de diciembre del mismo año, y al ver tranquilidad en el país, el ejército entrega el poder a Johan Kraag, líder del Partido Nacional de Surinam (NPS) y a Jules Wijdenbosch, líder del Partido Nacional Democrático, como presidente y primer ministro respectivamente.

## Posterior a su Gobierno
En diciembre de 1992 actúa como comandante del ejército sucediendo a Arthy Gorré. Desde 1996 y hasta 2000 trabajó en el gabinete de Wijdenbosch como director del mismo.
En 1993 el teniente coronel Dési Bouterse renunció a su cargo de jefe de las fuerzas armadas y Graanoogst asumió el poder militar provisionalmente. Graanoogst se negó a cederle su puesto al militar elegido por el presidente Ronald Venetiaan, Arty Gorré, decisión que fue apoyada por sus compañeros militares y por Bouterse. Venetiaan se abstuvo nombrar a Gorré hasta mayo de 1993, fecha en que la Asamblea Nacional aprobó la solicitud y el alto mando militar de las fuerzas armadas dimitió por petición de esa instancia.
En agosto de 2010 fue nombrado secretario de gabinete por el presidente Bouterse.
| Predecesor: Ransewak Shankar 1988- 1990 | Ivan Graanoogst Presidente de Surinam 1990 | Sucesor: Johan Kraag 1990 – 1991 |